# Folly Gyula (közgazdász)
Dr. Folly Gyula (Pécs, 1911. július 13. – Keszthely, 1979. január 20.) közgazdász, a Tapolcai Takarékpénztár igazgatója (1942-1945), a Folly Arborétum fejlesztője, vízügyi tisztviselő.  Nevéhez fűződik édesapja, dr. Folly Gyula Mátyás által ültetett, a mai Folly Arborétum magját képező növények tovább gondozása. 1953-ban újra megkezdte a területen az egzóták telepítését. 1964-ben az atlasz cédrus állományszerű telepítésére, 1970-ben a valódi európai ciprusok ültetésére került sor.
Folly Gyula a budapesti Magyar királyi József nádor Műszaki és Gazdaságtudományi Egyetem hallgatója volt. 1942 májusában a budapesti Pesti Hazai Első Takarékpénztár Egyesület főtisztviselőjeként pályázta meg a Tapolcai Takarékpénztár igazgatói tisztségét.
1935. május 4-én vette feleségül Szalay Mária Ilonát (Békéscsaba, 1915.03.12. – Keszthely, 2009.01.21.), házasságukból 4 gyermek született: Folly Gyula, Folly Mária, Folly Éva, dr. Folly Pál.